# South Bastion Mountain
South Bastion Mountain är ett berg i Kanada.   Det ligger i Northern Rockies Regional Municipality och provinsen British Columbia, i den centrala delen av landet, 3 600 km väster om huvudstaden Ottawa. Toppen på South Bastion Mountain är 2 664 meter över havet.